# 釀造酒
釀造酒（英語：Fermented Alcoholic Beverage），只利用酒精發酵過程釀造而成的酒精飲料。這種酒精濃度通常低於20%，低於蒸餾酒。常見的釀造酒有啤酒及葡萄酒。

## 概論
釀造酒是一種酒精飲料，其原料經過糖化(穀物釀造酒)、發酵、浸漬、過濾後，成為含有酒精的飲料，之後又經貯存陳化後形成。釀造原料中含有糖分，加入酵母菌後，酵母菌將糖份轉化成乙醇跟二氧化碳。當糖分被完全轉化，或是酒精濃度達14.5%時，發酵過程停止。一般而言當酒精濃度達到16%時，酵母菌會被殺死，因此若沒有另外添加酒精，大部分的釀造酒的酒精濃度不會超過16%。例如強化酒是將蒸餾酒加入釀造酒中形成，其酒精濃度可以達到35%。
然而經由使用高酒精耐受性的酵母菌，少部分的釀造酒也可使酒精濃度高於20%，甚至超過30%。

## 技術分類
釀造酒的原料分成糖類跟澱粉類兩大種。糖類原料包括蔗糖，蜂蜜，乳類等，這種原料所含的糖分可以直接被酵母利用，可以直接進行發酵過程。這種發酵技術稱為單發酵技術，製成的酒，稱為單發酵酒。葡萄酒為其中的代表。
澱粉類原料要用於釀酒，要先將原料中的澱粉轉換成葡萄糖與果糖，酵母菌才有能力利用糖分來發酵。這種發酵技術為複發酵技術，製成的酒為複發酵酒。代表飲料為啤酒。
同時進行糖化與發酵過程，這種釀造技術稱為並行複發酵。著名代表為紹興酒與日本清酒。

## 釀酒原料
以原料區分，釀造酒使用的常見原料可以分為三大類，包括穀物，果實與乳品。
- 穀物酒使用稻米、小麥、大麥、蕎麥、裸麥、玉米、高梁、小米等原料。
- 果實酒使用水果為原料，如葡萄、甘蔗、梨、荔枝、椰子等。
- 奶酒使用動物的乳品來製造，如牛乳、馬乳、駱駝乳等。